# Garypus titanius
Garypus titanius (Beier, 1962) è uno pseudoscorpione appartenente alla famiglia Garypidae. Gli individui di questa specie possono essere lunghi 12 mm, questo fa di loro i più grandi pseudoscorpioni al mondo. Il Garypus titanius è endemico della Boatswain Bird Island, una piccola isola posta a 270 m dalla costa ovest dell'Isola di Ascensione, nella colonia britannica di Sant'Elena, Ascensione e Tristan da Cunha.